# Mansac
Mansac – miejscowość i gmina we Francji, w regionie Nowa Akwitania, w departamencie Corrèze.
Według danych na rok 1990 gminę zamieszkiwało 1341 osób, a gęstość zaludnienia wynosiła 73 osoby/km² (wśród 747 gmin Limousin Mansac plasuje się na 85. miejscu pod względem liczby ludności, natomiast pod względem powierzchni na miejscu 377.).